# Eoparastaffella
Eoparastaffella es un género de foraminífero bentónico de la subfamilia Pseudostaffellinae, de la familia Ozawainellidae, de la superfamilia Fusulinoidea, del suborden Fusulinina y del orden Fusulinida. Su especie tipo es Parastaffella (Eoparastaffella) simplex. Su rango cronoestratigráfico abarca desde el Tournasiense superior hasta el Viseense inferior (Carbonífero inferior).

## Discusión
Clasificaciones más recientes incluyen Eoparastaffella en la superfamilia Ozawainelloidea, y en la subclase Fusulinana de la clase Fusulinata. Otras clasificaciones incluyen Eoparastaffella en la familia Pseudostaffellidae o bien en la subfamilia Pseudoendothyrinae, de la familia Pseudoendothyridae de la Superfamilia Staffelloidea. Eoparastaffella fue propuesto como un subgénero de Parastaffella, es decir, Parastaffella (Eoparastaffella).

## Clasificación
Eoparastaffella incluye a las siguientes especies:
- Eoparastaffella aktashensis †
- Eoparastaffella asymmetrica †
- Eoparastaffella fabacea †
- Eoparastaffella fundata †
- Eoparastaffella iljtchiensis †
- Eoparastaffella iniqua †
- Eoparastaffella interiecta †
- Eoparastaffella lenevkensis †
- Eoparastaffella lenticulare †
- Eoparastaffella macdermoti †
- Eoparastaffella primaeva †
- Eoparastaffella regularis †
- Eoparastaffella restricta †
  - Eoparastaffella restricta laciniosa †
- Eoparastaffella simplex †
  - Eoparastaffella simplex lata †
  - Eoparastaffella simplex ovalis †
- Eoparastaffella vdovenkoae †
- Eoparastaffella venusta †
- Eoparastaffella verna †

Otras especies consideradas en Eoparastaffella son:
- Eoparastaffella concinna †, de posición genérica incierta
- Eoparastaffella spiroides †, de posición genérica incierta

En Eoparastaffella se ha considerado el siguiente subgénero:
- Parastaffella (Eoparastaffella), también considerado como género Eoparastaffella y aceptado como Parastaffella